# كونفينزا (بافيا)
كونفينزا (بالإيطالية: Confienza)‏ هي بلدة تقع في مقاطعة بافيا بإقليم لومبارديا في شمال إيطاليا. تبلغ مساحة هذه المدينة 26.7 (كم²)، وترتفع عن سطح البحر م، بلغ عدد سكانها 1704 نسمة في عام 2009 حسب إحصاء المعهد الوطني للإحصاء.

## السكان
في سنة 1861 بلغ عدد السكان 2٬375 نسمة، وتطور العدد ليصل في سنة 2011 لـ 1٬671 نسمة.
يظهر هذا المخطط البياني تطور النمو السكاني لـ كونفينزا (بافيا)

## وصلات خارجية
- الموقع الرسمي